# Вулиці Бучі
У місті Буча налічується близько 100 вулиць і провулків, 1 площа.

## А
- Авіаторів вул.
- Амосова Миколи вул.
- Аркаса Миколи вул.

## Б
- Бандери Степана вул.
- Білокур Катерини вул.
- Будівельна вул.
- Будівельний тупик
- Булгакова вул.

## В
- Васильківська вул.
- Ватутіна вул.
- Винахідників вул.
- Виноградна вул.
- Вишнева вул.
- Вірського Павла вул.
- Водопровідна вул.
- Воїнів-Інтернаціоналістів вул.
- Вокзальна вул.
- Вокзальний пров.
- Волгоградський пров.
- Волобуєва Михайла вул.
- Ворзельська вул.
- Дмитра Вишнивецького вул.
- Дмитра Вишнивецького пров.
- Вчительська вул.

## Г
- Гагаріна вул.
- Гагаріна пров.
- Гайдай Зої вул.
- Героїв Крут вул.
- Героїв Майдану вул.
- Героїв Майдану пров.
- Гоголя вул.
- Гоголя пров.
- Гориня Михайла  вул.
- Гориня Михайла пров.
- Горького вул.
- Гребінки Євгена вул.
- Гребінки Євгена пров.
- Грибоєдова вул.
- Грушевського вул.

## Д
- Дачна вул.
- Депутатська вул.
- Димитрова вул.
- Дніпровська вул.
- Дорошенка Петра вул.

## Е
- Енергетиків вул.

## Ж
- Жовтнева вул.

## З
- Заводська вул.
- Заводський пров.
- Залізняка Максима вул.
- Заньковецької вул.

## І
- Інститутська вул.

## К
- Камінського вул.
- Кармелюка Устима вул.
- Леха Качинського вул.
- Києво-Мироцька вул.
- Київська площа
- Комарова вул.
- Кочубея вул.

## Л
- Лермонтова вул.
- Лесі Українки вул.
- Лісова вул.
- Лугова вул.

## М
- Маліновського вул.
- Мельниківська  вул.
- Мічуріна вул.
- Мурашка вул.

## Н
- Набережна вул.
- Нагірна вул.
- Некрасова вул.
- Нова вул.
- Новаторів вул.
- Ново-Лермонтова вул.
- Новояблунська вул.
- Нове Шосе, вул.
- Носова Миколи  вул.

## О
- Озерна вул.
- Озерний пров.
- Остапа Вишні вул.
- Остапа Вишні пров.
- Островського вул.

## П
- Патона Євгена  вул.
- Патріотів вул.
- Переїздна вул.
- Перемоги вул.
- Перемоги пров.
- Першотравнева вул.
- Південна вул.
- Полтавська вул.
- Польова вул.
- Пролетарська вул.
- Пушкінська вул.

## Р
- Революції вул.
- Революції пров.
- Ревуцького вул.
- Ридзанича Максима  вул.
- Ридзанича Максима пров.
- Рубежівська вул.
- Руданського Степана вул.
- Руденка вул.
- Рудницького Степана вул.
- Руставелі Шота вул.

## С
- Садова вул.
- Садовий пров.
- Санаторний пров.
- Сілезька вул.
- Сім'ї Забарило вул.
- Січових Стрільців вул.
- Січових Стрільців пров.
- Склозаводська вул.
- Сковороди Григорія вул.
- Старояблунська вул.
- Ступки Богдана  вул.
- Ступки Богдана  пров.

## Т
- Тарасівська вул.
- Тарасівський пров.
- Тихого Олекси вул.
- Толстого вул.
- Толстого пров.
- Трудова вул.
- Трудовий пров.
- Тургенєва вул.
- Тургенєва пров.
- Тюменцева-Хвилі  вул.

## Ф
- Франка вул.

## Х
- Хмельницького Богдана вул.

## Ц
- Центральна вул.

## Ч
- Чорновола вул.

## Ш
- Шевченка вул.
- Шевченка пров.
- Шухевича Романа вул.

## Я
- Яблунська вул.
- Яблунський  пров.
- Яремчука Назарія вул.
- Ярослава Мудрого вул.
- Яснополянська вул.
- Яснополянський пров.
- Ястремська вул.